# كريس سكوت (لاعب كريكت)
كريس سكوت (16 سبتمبر 1959 - ) (بالإنجليزية: Chris Scott)‏ هو لاعب كريكت بريطاني.